# Fundação Konex
A Fundação Konex foi criada em  Buenos Aires, Argentina, em 1980 pelo Dr. Luis Ovsejevich, com o propósito de promover, estimular, colaborar, participar e intervir em toda classe de iniciativas, obras e empresas de caráter cultural, educacional, intelectual, artístico, social, filantrópico, científico ou desportivo, em suas expressões mais relevantes.
A atividade mais destacada é a outorga anual dos Prêmios Konex que são concedidas à personalidades e instituições  distinguidas em todos os ramos do trabalho argentino. Os prêmios começaram a ser distribuidos em 1980.